# Поду Лунг (Прахова)
Поду Лунг (рум. Podu Lung) насеље је у Румунији у округу Прахова у општини Комарник. Oпштина се налази на надморској висини од 625 m.

## Становништво
Према подацима из 2002. године у насељу је живело 1207 становника, од којих су сви румунске националности.